# Leila de Lima
Leila Norma Eulalia Josefa Magistrado de Lima (* 27. srpna 1959) je filipínská právnička, lidskoprávní aktivistka a politička.
Leila de Lima byla v květnu 2008 prezidentkou Gloria Macapagal Arroyo jmenována předsedkyní Filipínské komise pro lidská práva. Tuto pozici zastávala do 30. června 2010.